# سانتا آنا (كانتون)

مقاطعة سانتا آنا في محافظة سان خوسيه

سانتا آنا (بالإسبانية: Santa Ana)‏ و هو اسم الكانتون التاسع من العاصمة الكوستاريكية سان خوسيه ،أسس قانونيا في آب 29، 1907، وتغطي المقاطعة حوالي 61,24 كم²، وتمتلك عدد سكان 48,879 نسمة، والمدينة الرئيسية للمقاطعة هي مدينة سانتا آنا.
المقاطعة المثلثية الشكل خططت بدقة بنهر ( فيريجا ) بالشمال ويمتد إلى الجنوب حيث يصبح ضيقا ليتضمن جزء من «سيرّوس ذي اسكاثو».

## المناطق
إن مقاطعة سانتا آنا مقسم إلى ست مناطق :
1. سانتا آنا
2. ساليترال
3. بوسوس
4. أوروكا
5. بيذاذيس
6. براسيل